# كلية الطب بجامعة دندي
كلية الطب بجامعة دندي هي كلية طبيةٌ تُعنى بالتعليم الطبي والبحث السريري في جامعة دندي في اسكتلندا. أصبحت مستقلةً بذاتها في عام 1967، وذلك بعد أن بدأت في عام 1889 كمشروعٍ مشتركٍ بين جامعة سانت أندروز وكلية دندي الجامعية. تضم حاليًا مراكز تدريس جامعية ودراسات عليا ومراكز تعليمية متخصصة وأربعة أقسام بحثية.

## روابط خارجية
- الموقع الرسمي